# Attila (banda)
Attila es una banda estadounidense de metalcore proveniente de Atlanta, Georgia, formada en el 2005 conocida por su éstilo el cual actualmente es una mezcla de metalcore, deathcore con rap metal. Han lanzado ocho álbumes de larga duración. Su más reciente álbum Closure fue lanzado el 23 de julio de 2021

## Historia

### Formación,FallacyySoundtrack to a Party(2005-2010)
Chris Fronzak, Sean Heenan, Sam Halcomb, Matt Booth y Kris Wilson formaron Attila en Atlanta en 2005. Su nombre proviene de Atila el huno, un nombre que encontraron en un libro poco después de la formación de la banda. 
La banda lanzó dos álbumes (Fallacy y Soundtrack to a Party) con la discográfica Statik Factory antes de firmar con Artery Recordings. Previamente salieron de gira con bandas como Arsonists Get All The Girls, See You Next Tuesday, Chelsea Grin, American Me, y We Are The End.
A pesar de que la alineación original se formó en 2005, no salieron de gira en un largo periodo de tiempo hasta el 2010.

### Rage(2010-2011)
La banda firma con Artery Recordings en 2010 y comienzan a grabar su tercer álbum de estudio y el primero con esta discográfica. En mayo de 2010 lanzan finalmente su tercer álbum titulado Rage donde muestran un sonido más sólido. En agosto lanzan su primer vídeo musical de la canción Rage

### OutlawedyAbout That Life(2011-2013)
A principios del 2011 anuncian que estaban trabajando en su cuarto álbum de larga duración titulado Outlawed y lanzan el primer sencillo Payback. Outlawed fue lanzado el 16 de agosto de 2011. El 23 de agosto la banda lanza el vídeo musical de la canción Smokeout y el 17 de octubre el vídeo de la canción Payback. En julio de 2012 lanzan el vídeo lírico de su tercer sencillo Another Round y en octubre un segundo vídeo lírico de la canción Nasty Mouth. El 30 de octubre la banda lanza el sencillo Party with the Devil y regraban una nueva versión de la canción Soda in the Water Cup del álbum Soundtrack to a Party.
En noviembre y diciembre de 2012, la banda toca en el tour Monster Energy Outbreak con Asking Alexandria, Memphis May Fire, Suicide Silence, y As I Lay Dying. A principios de 2013, anuncian su participación en el tour Warped Tour 2013 del 16 de junio al 11 de julio. En febrero, anuncian que habían acabado de escribir las letras del quinto álbum y posteriormente entrarían a grabar al estudio. 
En abril de 2013, la banda reveló el título de su siguiente álbum About That Life y la fecha de lanzamiento que sería el 25 de junio de 2013, poco después lanzaron el sencillo Middle Fingers Up. En mayo, la banda lanza el sencillo About That Life a través del servicio en streaming Spotify.
El 24 de mayo de 2013, la banda revela la lista de canciones del álbum. El 25 de junio finalmente lanzan su quinto álbum About That Life. Poco después, en junio, lanzan el vídeo lírico de la canción Break Shit a través de YouTube pero posteriormente fue eliminado debido a las escenas de desnudez. El 2 de agosto lanzan el vídeo musical de la canción About That Life. El 13 de noviembre lanzan el vídeo musical de la canción Shots for the Boys.
El 11 de diciembre, el vocalista Chris Fronzak anuncia que había entrado al estudio para grabar el álbum de su proyecto paralelo de rap/hip-hop. Tiempo después en MTV anuncian que tocarán en el Warped Tour 2014, con bandas como Tear Out the Heart, Mayday Parade, The Protomen y Plague Vendor. En diciembre de 2013, la banda anuncia su gira The New King's Tour con bandas como I See Stars, Capture the Crown, Ice Nine Kills y Myka Relocate.

### Guilty Pleasurey salida de Nate Salameh (2014–presente)
El 6 de octubre de 2014 la banda revela su nuevo disco "Guilty Pleasure" anunciando su fecha de lanzamiento para el 24 de noviembre. La banda también anunció una gira de 26 días para promocionar su próximo álbum, "Guilty Pleasure Tour" dando inicio en Launderdale, Florida el 11 de noviembre y terminando el 4 de diciembre en Boston, Massachusetts. El vocalista, Fronz afirmó que su próximo álbum sería el más pesado que han escrito.
El 20 de octubre de 2014, la banda lanzó el primer sencillo de su próximo álbum, "Proving Grounds".

El 22 de octubre, Alternative Press informó que el guitarrista Nate Salameh había dejado la banda. Cuando se le preguntó acerca de la decisión, Salameh dijo que quería centrarse en vivir una vida sin drogas y alcohol.
El 8 de noviembre de 2014, la banda lanzó el segundo sencillo del álbum, "Horsepig", con Fronz afirmando que  "Esta es una de nuestras canciones favoritas del álbum, y personalmente una de mis canciones favoritas que he escrito líricamente. la canción es acerca de cómo se puede lograr cualquier cosa si pones tu mente en ello. tu mente puede ser tu mejor amigo, pero también puede ser su peor enemigo. En el momento en que usted tiene control mental completo de su vida es el momento en que se convierte en ilimitado. Sólo tienes que mantenerse fuerte y creer en ti mismo, porque tu mente también puede ser un lugar muy peligroso. Las dos partes de rap en la canción son mis partes favoritas de rap que jamás escribí. Espero que os gusten también!”.

## Miembros

### Miembros actuales
- Chris "Fronz" Fronzak - voz (2005–presente)
- Chris Linck - guitarra solista (2008–presente)
- Nate Salameh - guitarra rítmica (2008–2014)
- Walter Adams - bajo (2021–presente)
- Tyler Kruckmeyer - batería (2021-presente)

### Miembros anteriores
- Nate Salameh - guitarra rítmica (2008–2014)
- Chris Comrie - bajo, coros (2010-2012)
- Paul Ollinger - bajo (2008-2010)
- Sam Halcomb - bajo (2005-2008)
- Matt Booth - guitarra solista (2005-2007)
- Kris Wilson - guitarra rítmica (2005-2007)
- Sean Heenan - batería (2005-2017)
- Bryan McClure - batería (2017-2020)

Cronología

## Discografía
| Fallacy               | - Lanzado: 30 de marzo de 2007 - Discográfica: Statik Factory - Formatos: CD, descarga digital    | —  | —  | — | —  | — |
| Soundtrack to a Party | - Lanzado: 9 de diciembre de 2008 - Discográfica: Statik Factory - Formatos: CD, descarga digital | —  | —  | — | —  | — |
| Rage                  | - Lanzado: 11 de mayo de 2010 - Discográfica: Artery - Formatos: CD, descarga digital             | —  | 15 | — | —  | — |
| Outlawed              | - Lanzado: 16 de agosto de 2011 - Discográfica: Artery - Formatos: CD, descarga digital           | 87 | —  | 7 | 19 | 8 |
| About that Life       | - Lanzado: 25 de junio de 2013 - Discográfica: Artery - Formatos: CD, descarga digital            | 22 | —  | 5 | 5  | 4 |
| Guilty Pleasure       | - Lanzado: 24 de noviembre de 2014 - Discográfica: Artery - Formatos: CD, descarga digital        | —  | —  | — | —  | — |
| Chaos                 | - Lanzado: 4 de noviembre de 2016 - Discográfica: SharpTone - Formatos: CD, descarga digital      | 30 | —  | — | 3  | 2 |
| Closure               | - Lanzado: 23 de julio de 2021 - Discográfica: Attila - Formatos: CD, descarga digital            | —  | —  | — | —  | — |

## Videografía
| Título                                          | Año  | Director        | Álbum           |
| ----------------------------------------------- | ---- | --------------- | --------------- |
| "Rage"                                          | 2010 |                 | Rage            |
| "Smokeout"                                      | 2011 | Outlawed        |                 |
| "Payback"                                       | 2011 | Outlawed        |                 |
| "About That Life"                               | 2013 | About That Life |                 |
| "Middle Fingers Up" (En vivo desde Warped Tour) | 2013 | About That Life |                 |
| "Shots for the Boys"                            | 2013 | About That Life |                 |
| "Proving Grounds"                               | 2014 |                 | Guilty Pleasure |
| "Guilty Pleasure"                               | 2014 |                 | Guilty Pleasure |
| "Hate me"                                       | 2014 |                 | Guilty Pleasure |
| "Rebel"                                         | 2014 |                 | Guilty Pleasure |
| "Bulletproof"                                   | 2016 |                 | Chaos           |
| "let's get abducted"                            | 2016 |                 | Chaos           |